# Christopher Lamb (Perkussionist)
Christopher Scott Lamb (Christopher S. Lamb; * 28. März 1959) ist ein US-amerikanischer Schlagwerker und Hochschullehrer.

## Leben
Lamb studierte an der Eastman School of Music und war Mitglied des Orchesters der Metropolitan Opera und des Buffalo Philharmonic Orchestra. Ab 1989 unterrichtete er an der Manhattan School of Music und gab Workshops und Meisterklassen und en USA und weltweit. Im Rahmen des Fulbright-Programms führte er im Rahmen eines fünfmonatigen Australienaufenthaltes am Victorian College of the Arts in Melbourne Seminare zum Thema A Comprehensive Examination of Orchestral Percussion. Seit 2010 gehört er als International Fellow der Royal Scottish Academy of Music and Drama an.
Seit 1985 ist Lamb Erster Perkussionist der New Yorker Philharmoniker. Sein Solodebüt hatte er im gleichen Jahr mit der Welturaufführung von Joseph Schwantners Percussion Concerto, einem Auftragswerk der Philharmoniker. Für die Aufnahme dieses Konzerts mit dem Nashville Symphony Orchestra beim Label Naxos erhielt er 2012 einen Grammy Award for Best Classical Instrumental Solo. Weitere Auftragswerke der New Yorker Philharmoniker für Lamb waren Tan Duns Concerto for Water Percussion und Susan Bottis Echo Tempo für Sopran, Perkussion und Orchester. (Die Uraufführung von Bottis Echo Tempo mit den New Yorker Philharmonikern fand unter der Leitung von Kurt Masur statt.)
Mit Tan Duns Werk trat Lamb bei einer Tournee der New Yorker Philharmoniker durch Südamerika auf; er spielte es auch mit anderen Orchestern wie dem  London Philharmonic Orchestra, dem Royal Concertgebouw Orchestra, dem Gewandhausorchester und dem Tokyo Metropolitan Symphony Orchestra.